# Manuel Quintana Martelo
Manuel Quintana Martelo (Santiago de Compostela, 9 de diciembre de 1946) (conocido comúnmente como Quintana Martelo) es un pintor y escultor español.

## Biografía
Quintana Martelo, nació en Roxos y se trasladó a vivir a Santiago de Compostela, a la edad de 10 años, donde posteriormente realizó sus estudios de bachillerato. Pese a su gran afición por la pintura y el dibujo, estudiaba en la Escuela de Peritos de Vigo, en la especialidad de electricidad. Al poco tiempo, abandono sus estudios para matricularse en la Escuela de Bellas Artes de Barcelona. Durante estos años obtuvo becas en San Cugat del Vallés, Granada, así como en otras ciudades como París, Ámsterdam y Londres.[cita requerida]
En 1970, hizo sus primeras exposiciones individuales, en la Caja de Ahorros de Vigo y en el Hostal de los Reyes Católicos. Trabajo con Jaume Muxart en Grup dels Set, donde aprendió sobre el trabajo en las galerías de arte.[cita requerida]
En el año 1978, se trasladó a Barcelona, ya que consiguió trabajar en la Cátedra de Dibujo, con destino el Instituto de Bachillerato Joaquim Rubió y Ors de San Baudilio de Llobregat de LLobregat. En 1979, se traslada al Instituto Matí i Franqués de Tarragona. A finales de 1981, regresó a Galicia, para trabajar en la Cátedra de Dibujo en el Instituto Arcebispo Xelmírez, en Santiago de Compostela. Participó en la exposición de arte en los 80, "Imaxes dos 80"  de "Grupo Atlántica". En 1992, abandona la Cátedra de Dibujo y se traslada a Nueva York. En el año 2000, es nombrado presidente de la Asociación Galega de Artistas Visuais, integrada en la Unión de Asociaciones del Estado español y en el EVAN (Unión de Asociaciones de la Comunidad Europea), cargo que ocupó hasta el 2003.[cita requerida]
En 2004, fundó junto a sus compañeros la Revista Art Notes, y ese mismo año fue elegido y nombrado Académico de Número en la Real Academia Gallega de Bellas Artes. En 2008, entra a formar parte de la Colección de Grandes Pintores Gallegos. En 2012, recibió el Premio de Cultura de Galicia en Artes Plásticas, patrocinado por la Junta de Galicia. En 2014, es nombrado presidente de la Real Academia Galega de Belas Artes, en donde pone en marcha el Día das Artes de Galicia. En 2016, La Real Academia Galega de Belas Artes, organizó conjuntamente con el Museo del Prado y la Fundación Catedral de Santiago, una exposición, monográfica para la catedral de Santiago de Compostela.

## Exposiciones individuales
| Año     | Título/Espacio                                                         | Residencia                           |
| ------- | ---------------------------------------------------------------------- | ------------------------------------ |
| 1970    | Caixa de Aforros de Vigo.                                              | Vigo.                                |
| 1970    | Sala de Arte. Hostal de los Reyes Católicos.                           | Santiago de Compostela.              |
| 1971    | Galería Álamo.                                                         | Barcelona.                           |
| 1971    | "Santiago:Meta de un camiño"./Círculo Mercantil.                       | Santiago de Compostela.              |
| 1972    | Sala de Turismo.                                                       | Tarragona.                           |
| 1972    | Centro de Lectura.                                                     | Reus. (Tarragona)                    |
| 1972    | Galería Taller Picasso.                                                | Barcelona. (Cataluña)                |
| 1973    | Galería Anquin´s.                                                      | Reus.                                |
| 1975    | Galería Anquin´s.                                                      | Reus.                                |
| 1978    | "Crónica desde Rembrandt"./Sala de Cultura.                            | Santiago de Compostela.              |
| 1979    | "Crónica desde Rembrandt"./Galería Miquel Adriá.                       | Barcelona.                           |
| 1979    | "3 Accións"./ Galería Gavós, Universidad y Galería La Rambla.          | Tarragona.                           |
| 1979    | "Presencias Sincréticas"./Galería Ceibe.                               | La Coruña.                           |
| 1979    | "Cercos-as"./Museo de Arte Moderno de Ibiza.                           | Ibiza.                               |
| 1980    | "Will you paint with me....?./Museo de Arte Moderno de Tarragona.      | Tarragona.                           |
| 1980    | Sala da Irmandade Galega.                                              | Caracas. (Venezuela)                 |
| 1980    | "Revival"./Galería Gamma.                                              | Tortosa - Tarragona.                 |
| 1981    | Galería Sargadelos.                                                    | Santiago de Compostela.              |
| 1982    | "A saia de Carolina"./Galería Sargadelos.                              | Santiago de Compostela.              |
| 1983    | Galería Sargadelos.                                                    | Santiago de Compostela. (La Coruña)  |
| 1984    | "A meus amigos(con perdón)."./Galería Novecento.                       | Vigo.                                |
| 1985    | ARCO´85./Galería Novecento.                                            | Madrid.                              |
| 1985    | Fundación Araguaney.                                                   | Santiago de Compostela.              |
| 1985    | Galería María Salvat.                                                  | Barcelona.                           |
| 1986    | "Visións do Prado"./Galería Abel Lepina.                               | Vigo.                                |
| 1986    | "10 Anos de Pintura"./Casa da Cultura do Concello de Vigo.             | Vigo.                                |
| 1986    | "Visións do Prado"./Galería Gruporzán.                                 | La Coruña                            |
| 1987    | Galería Manuela Vilches.                                               | Marbella. (Málaga)                   |
| 1987    | Galería Trinta.                                                        | Santiago de Compostela.              |
| 1988    | Galería Luisa López.                                                   | Tarragona.                           |
| 1989    | Galería Abel Lepina.                                                   | Vigo.                                |
| 1989    | ARCO´89./Galería Trinta.                                               | Madrid.                              |
| 1989    | Galería Trinta.                                                        | Santiago de Compostela. (La Coruña)  |
| 1990    | Galería Vediart.                                                       | La Coruña.                           |
| 1991    | SAGA´91. "Obra gráfica"./Galería Trinta.                               | París.                               |
| 1994    | Espacio de Arte Contemporáneo.                                         | Madrid.                              |
| 1995    | "From Schinderl´s list"./Artopia Gallery.                              | Nueva York.                          |
| 1996    | Japan Airlines Gallery./ JFK.                                          | New York.                            |
| 1997    | "Teimosias"./Caja Madrid.                                              | Pontevedra.                          |
| 1999    | "Rodeiras"./ Sala Miró. Palacio de Congresos y Exposiciones de Madrid. | Madrid.                              |
| 1999    | "Eidos Cotias"./Galería SCQ.                                           | Santiago de Compostela.              |
| 2000    | "Intimidade senlleira"./Galería Carmen de la Guerra.                   | Madrid.                              |
| 2000    | "AdDoados". /Casa de la Parra. Consellería de Cultura.                 | Santiago de Compostela.              |
| 2001    | "O Motel"./Galería por amor al Arte"(Proyect Room).                    | Oporto.                              |
| 2002    | "Sideways"./Espacio de Arte de El Correo Gallego.                      | Santiago de Compostela.              |
| 2003    | "Plastic Rose"./Wickiser Gallery.                                      | New York.                            |
| 2003    | "Latexo Roxo"./Galería VGO.                                            | Vigo.                                |
| 2005    | Calart Actual Gallery.                                                 | Ginebra.                             |
| 2006    | Obra Gráfica 1984-2006./Galería CIEC.                                  | Betanzos. (La Coruña)                |
| 2007    | Obra Gráfica 1984-2006./Casino Atlántico.                              | La Coruña.                           |
| 2007    | "Quintana Martelo". Retrospectiva./Auditorio de Galicia.               | Santiago de Compostela.              |
| 2007    | "Memoria"./Igresia da Universidade.                                    | Santiago de Compostela.              |
| 2008    | "Memoria"./Museo de Arte Moderno de Santo Domingo.                     | Santo Domingo. República Dominicana. |
| 2009    | "Memoria"./QCC Art Gallery. The City University of New York.           | New York.                            |
| 2010    | "Memoria"./Museo de Arte Contemporáneo. (MAC)                          | Ancón.                               |
| 2010    | "Memoria"./Factoria Habana.                                            | La Habana.                           |
| 2010    | "Marea"./Factoría Compostela.                                          | Santiago de Compostela.              |
| 2011    | "Material/Memoria"./Kiosko Alfonso.                                    | La Coruña.                           |
| 2012    | "MARaVIÑAS"./Pazo Torrado.                                             | Cambados. (Pontevedra)               |
| 2013    | "MARaVIÑAS".(Resumen)./Oficina de Turismo Casal de Ferreirós.          | Poyo. (Pontevedra)                   |
| 2013    | "Open Studio".                                                         | Madrid.                              |
| 2014    | "Saga/fuga"./Fundación Torrente Ballester.                             | Santiago de Compostela.              |
| 2014    | "Saga/fuga"./Concello de La Coruña.                                    | La Coruña. (La Coruña)               |
| 2014    | "Saga/fuga"./Centro Torrente Ballester.                                | Ferrol. (La Coruña)                  |
| 2015-16 | "Quintana Martelo"./Centro Cultural Marcos Valcarcel.                  | Orense.                              |
| 2020    | “Painter & Model”. Galería Luisa Pita. ArtMadrid.                      | Madrid.                              |
| 2021    | "Containers". MARCO, Museo de Arte Contemporáneo de Vigo.              | Vigo. (Pontevedra)                   |
| 2022    | " Models on paper". Galería de arte Luisa Pita.                        | Santiago de Compostela. (La Coruña)  |
| 2022    | "Containers". Sala Rekalde.                                            | Bilbao. (País Vasco)                 |

## Ilustración
Manuel Quintana Martelo, ha realizado también diversas colaboraciones como ilustrador.[cita requerida]
- 1983-1985. Ilustración Revista Dorna.
- 1983-1985. Ilustración Revista Luces de Galicia

- 1984. Cartel para las Fiesta del Apóstol Santiago1984. Santiago de Compostela.

- 1985. "Rosalía no espello". Helena Villar Janeiro. Patronato Rosalía de Castro. Diputación Provincial de La Coruña. Santiago de Compostela.
- 1985. Revista Anduriña. Dirección General de Emigración. Editorial Celta S.A.
- 1986."Matria de Sombra" Siete poemas autógrafos de Xesús Rabade Paredes. Imprenta Chaparro. Riotinto, Huelva.
- 1987. "Amor de Artur". / Fría Hortensia". Xosé Luis Méndez Ferrín. Edicións Xerais de Galicia. Vigo.
- 1987. Cartel para las Fiestas de la Ascensión 1987. La Voz de Galicia. Santiago de Compostela.
- 1989. Boletín Galego de Literatura. N.º 2 de noviembre de 1989. Servicio de Publicacións de Universidade de Santiago de Compostela.
- 1990."O Cubil do Xabarín". Uxío Novo Neira. Edelvives. Madrid.
- 1991."Gorgorín e Cabezón". Uxio Novo Neira. Edelvives. Madrid.
- 1992."O Tempo". El Correo Gallego. Santiago de Compostela. Diciembre 1991.
- 1994."1995, Ano de Rafael Dieste" Libro de Notas. Edicións Xerais De Galicia. Vigo.
- 1996."O Xantar da Memoria". Lois Caeiro.Edicións Lea S.L. Santiago de Compostela.
- 1998. "Farangulliña de Neve". Luz Fandiño. Tórculo Artes Gráficas.
- 2002."La Química de las Pasiones". Luis Mariño. Editorial Compostela S.A. 2002.
- 2008."Estúrdiga Materia". Luis González Tosar. Obradoiro Gráfico S.L.

## Premios
- 1968. Arte Xoven Galega. Fundación Barrié de la Maza. La Coruña. Mención de Honor.[18]
- 1969. Arte Xoven Galega. Fundación Barrié de la Maza. La Coruña. Primer Accésit.[19]
- 1970. Trienal Nacional de Arte. Concello de Santiago. Mención de Honor.[cita requerida]
- 1980. Premio Nacional de Dibujo BBVA. Barcelona. 2.º Premio.[cita requerida]
- 1981. Premio Nacional "Medalla José Tapiró y Baró". Diputación de Tarragona. Primer Premio.[cita requerida]
- 1984. Cartel "Festas do Apóstolo". Santiago de Compostela. Primer Premio.[cita requerida]
- 2012. Premio de Cultura de la Junta de Galicia en Artes Plásticas.[20]